# Arytmetyka odcinków (Kartezjusz)
Arytmetyka odcinków (w ujęciu Kartezjusza) – archaiczne pojęcie matematyczne geometrii i algebry, polegające na odkrywaniu i dowodzeniu własności algebraicznych (jak np. własności dodawania, mnożenia, pierwiastkowania liczb, poszukiwanie pierwiastków równań algebraicznych) poprzez konstrukcje geometryczne, głównie za pomocą odcinków (zwanych w tej koncepcji wielkościami).
Stworzony przez arytmetykę odcinków pomost pomiędzy geometrią i algebrą obrazuje następujący cytat Kartezjusza:

Często jednak nie jest konieczne rysowanie tych linii na papierze i wystarczy tylko oznaczyć każdą z nich odrębną literą. I tak, aby dodać linie {\displaystyle BD} i {\displaystyle GH,} nazywam jedną {\displaystyle a,} drugą {\displaystyle b,} i piszę {\displaystyle a+b.} Następnie {\displaystyle a-b} będzie oznaczało, że od {\displaystyle a} odjęto {\displaystyle b;} {\displaystyle ab,} że {\displaystyle a} jest pomnożona przez {\displaystyle b;} {\displaystyle {\frac {a}{b}},} że {\displaystyle a} jest podzielona przez {\displaystyle b;} {\displaystyle aa} lub {\displaystyle a^{2},} że {\displaystyle a} pomnożono przez siebie; {\displaystyle a^{3},} że poprzedni wynik jest pomnożony przez {\displaystyle a,} i tak dalej w nieskończoność. Podobnie, gdy chcę wyciągnąć pierwiastek kwadratowy z {\displaystyle a^{2}+b^{2},} piszę {\displaystyle {\sqrt {a^{2}+b^{2}}};} gdy chcę wyciągnąć pierwiastek sześcienny z {\displaystyle a^{3}-b^{3}+abb,} piszę {\displaystyle {\sqrt {C.a^{3}-b^{3}+abb}}} i podobnie z innymi pierwiastkami.

## Arytmetyka odcinków wGeometrii

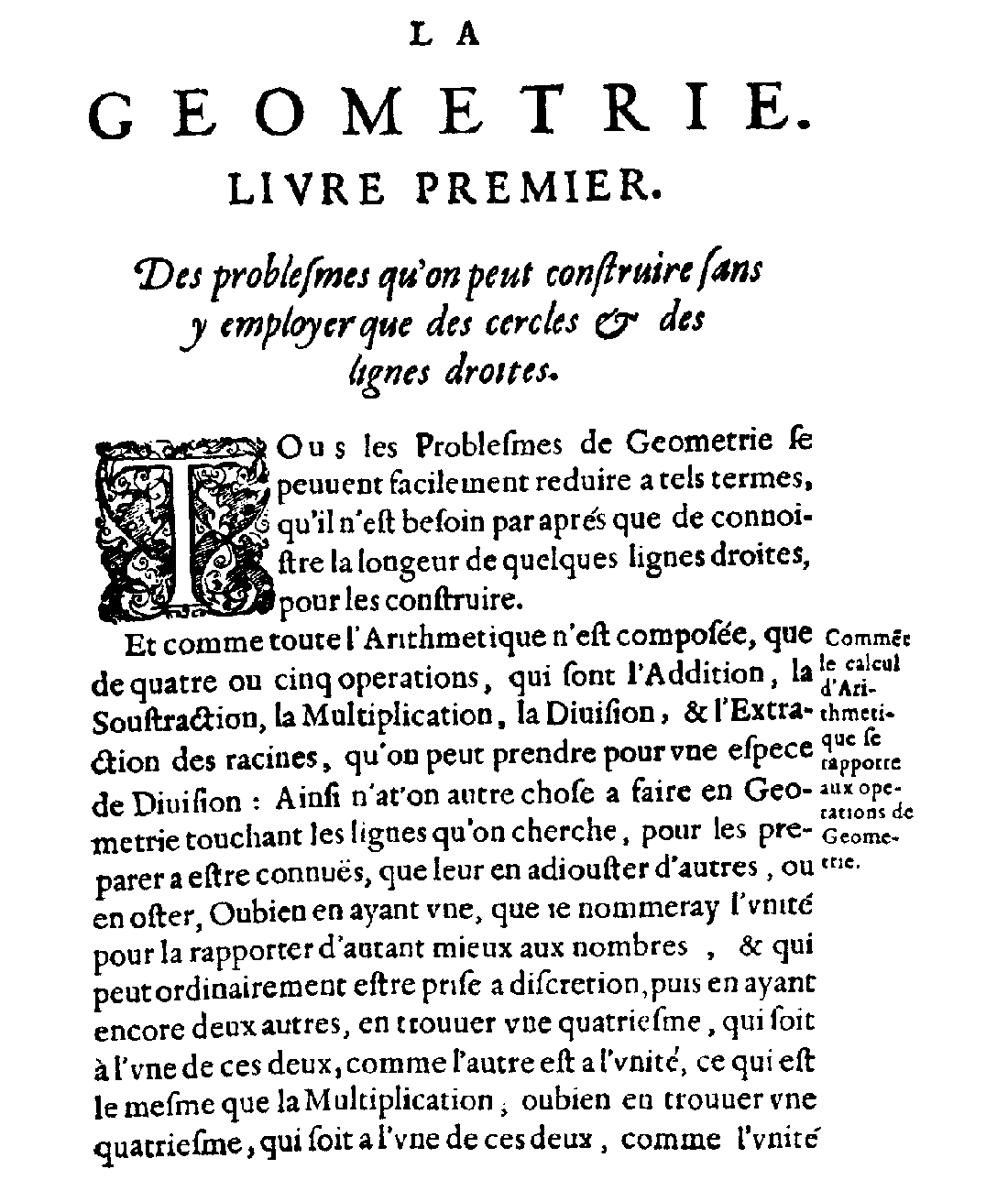
Pierwsza strona Geometrii, stanowiąca wstęp do arytmetyki odcinków

Swoją arytmetykę odcinków zdefiniował Kartezjusz w Geometrii (1637), w księdze pierwszej (O problemach, w których linie proste i okręgi wystarczą do przeprowadzenia konstrukcji). Sama struktura dzieła (tytuły początkowych paragrafów Księgi Pierwszej Geometrii) świadczy o tematyce, jaka jest w tej księdze poruszana:
- Jak rachunek arytmetyczny odnosi się do działań geometrycznych[2],
- Mnożenie [3],
- Dzielenie[3],
- Wyciąganie pierwiastka[3],
- Jak używać znaków w geometrii[4].

Wszystkie problemy geometrii da się łatwo sprowadzić do takich wyrażeń, że wystarczy znać długości pewnych linii prostych, aby przeprowadzić ich konstrukcje

## Związek arytmetyki odcinków Kartezjusza z arytmetyką odcinków Euklidesa
W arytmetyce odcinków Kartezjusza widać wyraźne wpływy antycznej arytmetyki odcinków, ale także nowe myśli (dużo bliższe współczesnej matematyce). O związkach z teorią proporcji Euklidesa świadczą takie sformułowania, jak np.: znaleźć średnią proporcjonalną albo znaleźć czwartą linię, która będzie do jednej z tych danych, tak jak druga jest do jedności. Nowymi pojęciami jest odcinek jednostkowy i działania na odcinkach (mnożenie, dzielenie, pierwiastkowanie). Nowością są także stosowane przez Kartezjusza oznaczenia i notacje.
Kolejną rewolucyjną kwestią odróżniającą arytmetykę odcinków Kartezjusza od antycznych konstrukcji Euklidesa jest to, iż Kartezjusz stara się sprowadzać wszystkie wielkości do odcinków – dla Euklidesa {\displaystyle ab} oznaczało prostokąt o bokach {\displaystyle a} i {\displaystyle b,} a dla Kartezjusza {\displaystyle ab} jest odcinkiem o długości {\displaystyle a\cdot b}.

## Odcinek jednostkowy
(...) mając jedną [linię], którą nazwę jednością, aby upodobnić ją jak to tylko możliwe do liczb i która w zasadzie może być dowolnie wybrana (...)

Kartezjusz wskazuje na odcinek jednostkowy {\displaystyle 1} jako taki, dla którego {\displaystyle a\cdot 1=a={\frac {a}{1}}}. Nie podaje osobno tego faktu, lecz od razu używa tej własności przy opisywaniu pierwiastkowania odcinków:

gdy trzeba będzie wyciągnąć pierwiastek sześcienny z {\displaystyle aabb-b,} należy przyjąć, że wielkość {\displaystyle aabb} jest podzielona raz przez jedność, a wielkość {\displaystyle b} jest pomnożona dwa razy przez jedność.

## Działania w arytmetyce odcinków (oryginalne słowa Kartezjusza)
I nie zawaham się wprowadzić do geometrii tych wyrażeń arytmetycznych w celu osiągnięcia większej jasności.

### Mnożenie

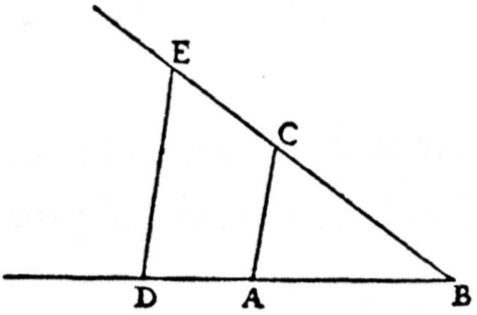
Oryginalna ilustracja Kartezjusza służąca mnożeniu i dzieleniu odcinków

Kartezjusz wstępnie opisuje czym jest mnożenie odcinków, w następujący sposób:

(...) mając jedną, którą nazwę jednością (...), a następnie mając dwie inne, znaleźć czwartą linię, która będzie do jednej z tych danych, tak jak druga jest do jedności, co jest tym samym co mnożenie (...)

Następnie opisuje dokładną konstrukcję tego działania:

Dla przykładu, niech AB będzie jednością i niech zadanie polega na pomnożeniu BD przez BC. Muszę tylko połączyć punkty A i C, następnie poprowadzić DE, równoległą do CA; wówczas BE jest iloczynem BD oraz BC.

### Dzielenie

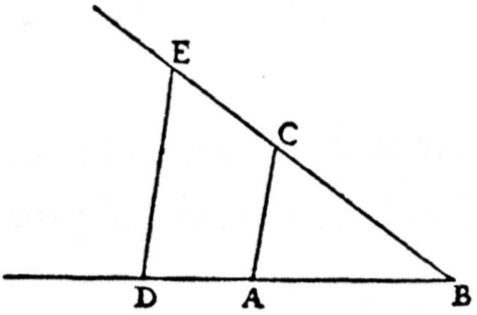
Oryginalna ilustracja Kartezjusza służąca mnożeniu i dzieleniu odcinków

Kartezjusz wstępnie opisuje czym jest dzielenie odcinków, w następujący sposób:

(...) mając jedną, którą nazwę jednością (...), a następnie mając dwie inne, (...) znaleźć czwartą linię, która będzie do jednej z nich, tak jak jedność jest do drugiej, co jest tym samym co dzielenie (...)

Następnie opisuje dokładną konstrukcję tego działania:

(...) niech AB będzie jednością (...). Gdy należy podzielić BE przez BD, łączę punkty E i D, prowadzę AC, równoległą do DE, i BC jest wynikiem tego dzielenia.

### Wyciąganie pierwiastka z odcinka
Kartezjusz wstępnie opisuje czym jest pierwiastkowanie odcinków, w następujący sposób:

(...) znaleźć jedną lub dwie, lub kilka średnich proporcjonalnych między jednością i jakąś inną linią, co jest tym samym co wyciąganie pierwiastka kwadratowego lub sześciennego z danej linii (...)

#### Pierwiastek kwadratowy z odcinka

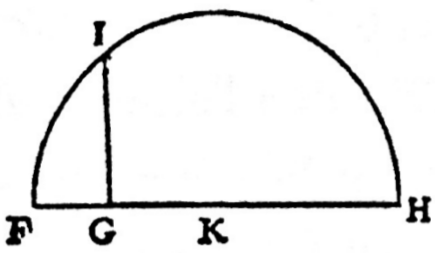
Oryginalna ilustracja Kartezjusza służąca pierwiastkowaniu odcinków,

Następnie opisuje dokładną konstrukcję wyciągania pierwiastka kwadratowego z odcinka:

(...) gdy należy wyznaczyć pierwiastek kwadratowy z GH, dodaję w linii prostej FG równą jedności, dzielę FH na dwie równe części w punkcie K, zakreślam okrąg FIH o środku w K, następnie z punktu G prowadzę linię prostą i przedłużam ją aż do I pod kątami prostymi do FH; szukanym pierwiastkiem jest GI.

#### Pierwiastki wyższych stopni
Kartezjusz przedstawia konstrukcje nieklasyczne pierwiastków wyższych stopni, pisząc:
- o pierwiastkach trzeciego stopnia:

(...) wyciągnięcie pierwiastka sześciennego, czego zwykle nie da się zrobić bez użycia co najmniej jednego z przekrojów stożka.

- o pierwiastkach czwartego stopnia:

(...) równanie wzrosło tylko do kwadratu kwadratu; można je zawsze rozwiązać za pomocą przekrojów stożka (...)

- o pierwiastkach szóstego stopnia:

(...) równanie wzrosło tylko do kwadratu sześcianu, w wyniku czego można je rozwiązać za pomocą jednej linii, która jest tylko o jeden stopnień bardziej złożona od przekrojów stożka (...)

## Współczesne wyjaśnienie arytmetyki odcinków Kartezjusza
W arytmetyce odcinków zdefiniowanej w Geometrii występuje kilka nieścisłości. Nie wiadomo, czy następujące związki arytmetyki z teorią proporcji:
- z proporcji {\displaystyle BE:BD::BC:1} Kartezjusz wnioskuje: „wówczas {\displaystyle BE} jest iloczynem {\displaystyle BD} oraz {\displaystyle BC}”[3][17][15][18][16];
- z proporcji {\displaystyle BC:BE::1:BD} Kartezjusz wnioskuje: „{\displaystyle BC} jest wynikiem dzielenia {\displaystyle BE} przez {\displaystyle BD}”[3][19][15][20][16]
- z proporcji {\displaystyle 1:GI::GI:GH} Kartezjusz wnioskuje, że średnia proporcjonalna {\displaystyle GI} jest pierwiastkiem z {\displaystyle GH}[3][21][15][22][16]

są dla Kartezjusza definicjami, czy twierdzeniami.
Przyjmując, że te równości są definicjami, można współcześnie jasnym językiem przedstawić konstrukcje oparte na arytmetyce odcinków. W poniższych sekcjach stosowane zapisy matematyczne są częściowo uwspółcześnione, dla łatwiejszego zrozumienia przedstawianych konstrukcji i dowodów rozumowań. W dowodach będziemy stosować definicje arytmetyki odcinków oraz własności proporcji z Elementów Euklidesa.

### Mnożenie
Iloczyn odcinków {\displaystyle a} oraz {\displaystyle b} konstruujemy w sposób następujący. Oba odcinki odkładamy odpowiednio na dwóch różnych ramionach kąta (jak na rysunku powyżej). Łączymy końce odcinków {\displaystyle 1} i {\displaystyle b,} a następnie konstruujemy równoległą do powstałego odcinka, przechodzącą przez koniec odcinka {\displaystyle a}.
Przyjmijmy następującą definicję mnożenia w arytmetyce odcinków:
{\displaystyle x=a\cdot b\Leftrightarrow _{def}a:1::x:b}.
Konstrukcja przedstawiona powyżej spełnia tę definicję mnożenia.
Definicja ta jest jednoznaczna.
Dowód.
Niech {\displaystyle x} oraz {\displaystyle y} oznaczają iloczyn odcinków {\displaystyle a} i {\displaystyle b} uzyskany w różnych konstrukcjach. Wtedy, z definicji, mamy:
{\displaystyle a:1::x:b,}
{\displaystyle a:1::y:b}.
Z tych dwóch proporcji wynika, że:
{\displaystyle x:b::y:b}.
| V.9                                                                                  |
| ------------------------------------------------------------------------------------ |
| Z Elementów Euklidesa znamy twierdzenie V.9 {\displaystyle a:c::b:c\Rightarrow a=b}. |

Korzystając z otrzymanej proporcji oraz twierdzenia V.9 otrzymujemy:
{\displaystyle x=y}. q.e.d.

#### Element neutralny mnożenia

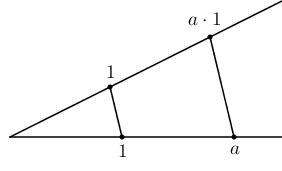

Wykażemy, że {\displaystyle a\cdot 1=a}. Posłużymy się do tego konstrukcją z rysunku powyżej.
Dowód.
Odcinek {\displaystyle a} wyznaczony jest poprzez proporcję:
{\displaystyle a:1::(a\cdot 1):1}.
| V.9                                                                                  |
| ------------------------------------------------------------------------------------ |
| Z Elementów Euklidesa znamy twierdzenie V.9 {\displaystyle a:c::b:c\Rightarrow a=b}. |

Korzystając z otrzymanej proporcji oraz twierdzenia V.9 otrzymujemy:
{\displaystyle a=a\cdot 1}. q.e.d.

#### Przemienność mnożenia

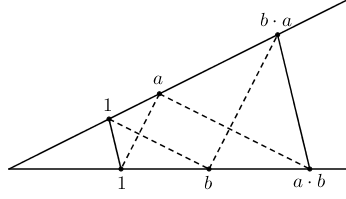

Wykażemy, że mnożenie odcinków jest przemienne.
Dowód.
Na podstawie definicji mnożenia odcinków mamy następujące dwie proporcje:
{\displaystyle ba:a::b:1,}
{\displaystyle a:1::ab:a}.
| V.23 |
| --- |
| Z Elementów Euklidesa znamy twierdzenie V.23 {\displaystyle a:b::e:f\wedge b:c::d:e\Rightarrow a:c::d:f}. |

Dzięki twierdzeniu V.23 z powyższych dwóch proporcji otrzymamy:
{\displaystyle ba:1::ab:1}.
| V.9                                                                                  |
| ------------------------------------------------------------------------------------ |
| Z Elementów Euklidesa znamy twierdzenie V.9 {\displaystyle a:c::b:c\Rightarrow a=b}. |

Twierdzenie V.9 sprawia, że z powyższej proporcji otrzymujemy:
{\displaystyle ba=ab}. q.e.d.

### Dzielenie
Iloraz odcinków {\displaystyle a} oraz {\displaystyle b} konstruujemy w sposób następujący. Oba odcinki odkładamy odpowiednio na dwóch różnych ramionach kąta (jak na rysunku powyżej). Łączymy końce odcinków {\displaystyle a} i {\displaystyle b,} a następnie konstruujemy równoległą do powstałego odcinka, przechodzącą przez koniec odcinka {\displaystyle 1}.
Przyjmijmy następującą definicję dzielenia w arytmetyce odcinków:
{\displaystyle x=a\cdot b\Leftrightarrow _{def}a:1::x:b}.
Przedstawiona powyżej konstrukcja spełnia tę definicję

#### Element odwrotny
Proporcja
{\displaystyle 1:a::x:1}

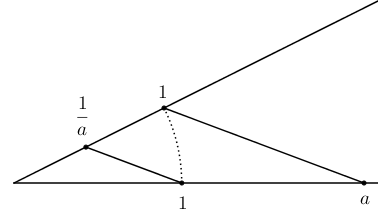

wyznacza odcinek {\displaystyle {\frac {1}{a}}}. Powyższy rysunek przedstawia odpowiednią konstrukcję. Konstrukcja ta również pokazuje, że:
{\displaystyle a\cdot {\frac {1}{a}}=1}.

#### Dzielenie przez 1

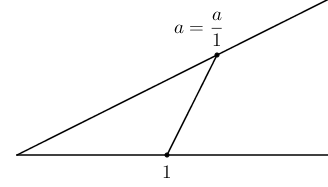

Zauważając, że:
{\displaystyle a:1::a:1,}
otrzymujemy:
{\displaystyle a={\frac {1}{a}}}.

### Proporcja
Arytmetykę odcinków Kartezjusza można powiązać z antyczną arytmetyką odcinków Euklidesa, zapisując proporcje Euklidesa, językiem Kartezjusza, co jest możliwe dzięki poniższym twierdzeniom.

#### Proporcja jako iloraz
proporcja ⇒ iloraz. Dowód algebraiczny.
Niech zachodzi proporcja:
{\displaystyle a:b::c:d}.
Na podstawie definicji dzielenia odcinków otrzymamy:
{\displaystyle a:b::{\frac {a}{b}}:1,}
{\displaystyle c:d::{\frac {c}{d}}:1}.
Z tych trzech proporcji wynika następujący fakt:
{\displaystyle {\frac {a}{b}}:1::{\frac {c}{d}}:1}.
| V.9                                                                                  |
| ------------------------------------------------------------------------------------ |
| Z Elementów Euklidesa znamy twierdzenie V.9 {\displaystyle a:c::b:c\Rightarrow a=b}. |

Korzystając z otrzymanej proporcji oraz twierdzenia V.9 otrzymujemy:

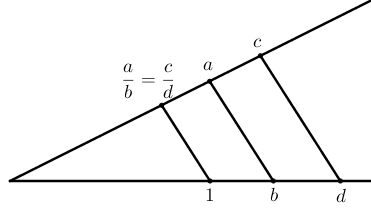

{\displaystyle {\frac {a}{b}}={\frac {c}{d}}}. q.e.d.
proporcja ⇒ iloraz. Dowód geometryczny.
Niech zachodzi proporcja:
{\displaystyle a:b::c:d}.
| VI.2 |
| --- |
| Z Elementów Euklidesa znamy twierdzenie VI.2 Niech bowiem będzie poprowadzona DE, równoległa do BC, jednego z boków trójkąta ABC. Twierdzę, że jak BD jest do DA, tak CE do EA oraz jak BA jest do DA, tak CA do EA. |

Na podstawie twierdzenia VI.2 wiemy, że proste przechodzące przez krańce odcinków {\displaystyle a,b} oraz {\displaystyle c,d} są równoległe. Konstrukcja ułamka wymaga poprowadzenia prostej równoległej, przechodzącej przez {\displaystyle 1,} ale ponieważ obie proste są równoległe, to oba ułamki wyznaczają ten sam punkt. Zatem:
{\displaystyle {\frac {a}{b}}={\frac {c}{d}}}. q.e.d.
iloraz ⇒ proporcja. Dowód.
Niech {\displaystyle {\frac {a}{b}}={\frac {c}{d}}}. Wtedy wszystkie odcinki łączące punkty (na rysunku powyżej) są równoległe. Stąd, na podstawie twierdzenia VI.2. otrzymujemy:
{\displaystyle a:b::c:d}. q.e.d.

#### Proporcja jako iloczyn

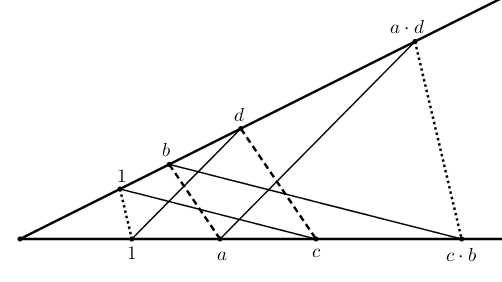

W podobny sposób można uzasadnić równoważność proporcji z odpowiednim iloczynem odcinków. W tym celu wystarczy zauważyć, że:
{\displaystyle {\frac {a}{b}}={\frac {c}{d}}\Leftrightarrow a\cdot d=c\cdot b}.

### Potęgowanie

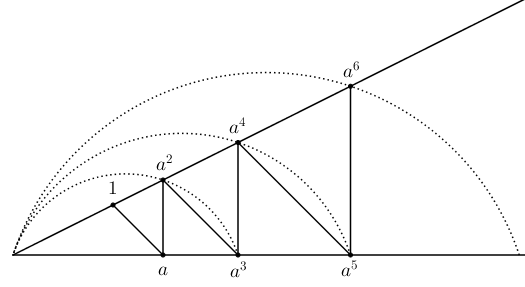

Kolejne potęgi odcinka {\displaystyle a} można tworzyć na podstawie definicji mnożenia dwóch odcinków, przyjmując że oba są równe {\displaystyle a}. Innym sposobem konstrukcji kolejnych potęg jest użycie do tego celu mezolabium.

### Pierwiastkowanie

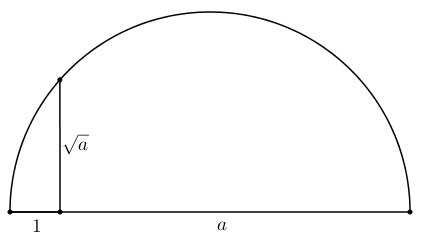

Można przyjąć następujące definicje pierwiastkowania:
- {\displaystyle x={\sqrt {a}}\Leftrightarrow _{def}1:x::x:a}[32]
- {\displaystyle x={\sqrt[{3}]{a}}\Leftrightarrow _{def}\exists _{y}\ (1:x::x:y\wedge x:y::y:a)}[33]
- {\displaystyle x={\sqrt[{4}]{a}}\Leftrightarrow _{def}\exists _{y}\exists _{z}\ (1:x::x:y\wedge x:y::y:z\wedge y:z::z:a)}[33]
- itp.

Pierwiastek kwadratowy można skonstruować sposobem ukazanym na pierwszym rysunku lub poprzez mezolabium. Dzięki mezolabium można skonstruować także {\displaystyle {\sqrt[{3}]{a}},} {\displaystyle {\sqrt[{4}]{a}}} oraz pierwiastki wyższych stopni.

### Ciało odcinków
Arytmetyka odcinków Kartezjusza może stworzyć ciało uporządkowane.

## Warstwa językowa i symboliczna arytmetyki odcinków Kartezjusza
Z symbolami takimi jak np. {\displaystyle a^{2},} {\displaystyle b^{3},} {\displaystyle ab} Kartezjusz łączy tradycyjne nazewnictwo oraz nowe znaczenia.

Należy zaznaczyć, że przez {\displaystyle a^{2}} lub {\displaystyle b^{3}} i podobne wyrażenia rozumiem zwykle jedynie linie proste, jakkolwiek w celu posłużenia się nazwami używanymi w algebrze nazywam je kwadratami lub sześcianami itd.

Następnie deklaruje, że w odniesieniu do wyrażeń {\displaystyle a^{2}} tudzież {\displaystyle b^{3}} zachowa tradycyjne nazwy geometryczne (czyli kwadrat oraz sześcian), ale jednocześnie nada im zupełnie nowy sens – {\displaystyle a^{2}} i {\displaystyle b^{3}} są odcinkami utworzonymi na podstawie definicji iloczynu. Podobne dwuznaczności wiążą się z symbolem {\displaystyle ab}. Symbol ten był stosowany przez Kartezjusza i innych XVII-wiecznych algebraików, na przykład Johna Wallisa. Wszędzie, poza Geometrią, oznaczał on prostokąt o bokach {\displaystyle a,b}. W La Géometrie wyrażenie {\displaystyle ab} również jest nazywane prostokątem, choć w rzeczywistości oznacza odcinek {\displaystyle a\cdot b}.